# 王丽萍 (艺人)
王丽萍（1971年—）是新加坡模特兒、女演员，丈夫是香港演员吴镇宇。
王丽萍1990年参加新传媒主办的“第二届才华横溢出新秀”，此后进入演艺圈，主演了电视剧《六月的童话》，参演《皇朝铁将金粉情》、《富贵也疯狂》、《缘尽今生》等电视剧。
1998年吴镇宇与王丽萍相恋，两人于2001年夏威夷举办浪漫海边婚礼，2002年底又在泰国举办婚礼，2008年两人的儿子Feynman出生。

## 电视剧
- 《急转弯》
- 《家有恶妻》
- 《天赐奇财》
- 《六月的童话》
- 《富贵也疯狂》
- 《激情女大亨》
- 《暴雨狂花》
- 《皇朝铁将金粉情》
- 《缘尽今生》

## 綜藝節目
- 2014年王丽萍参加湖南卫视的“爸爸去哪儿”第二季[1]。